# Ljósálfar

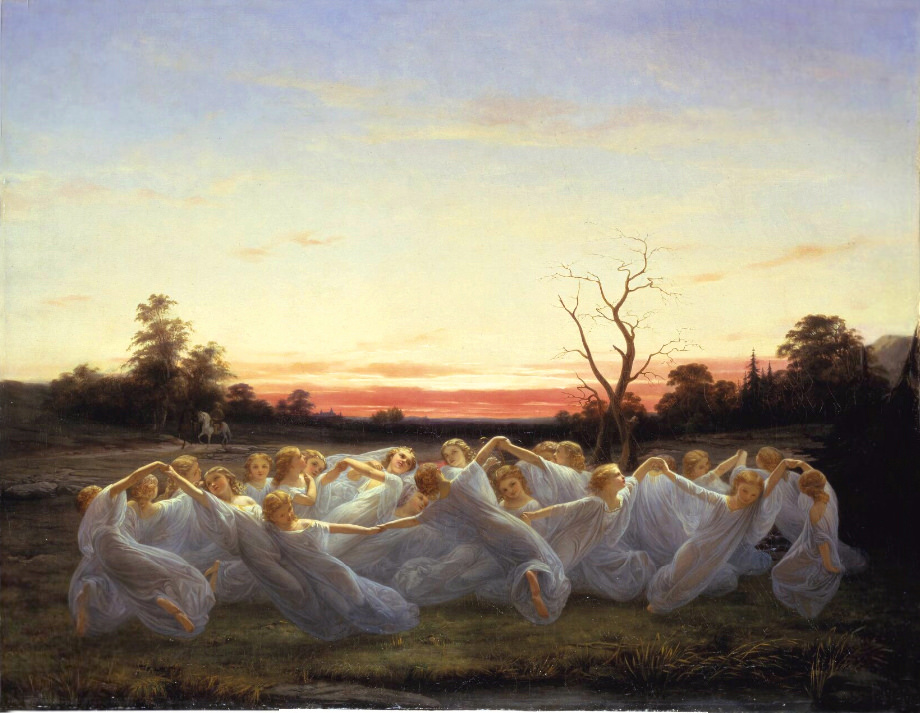
Pintura de Nils Blommérs

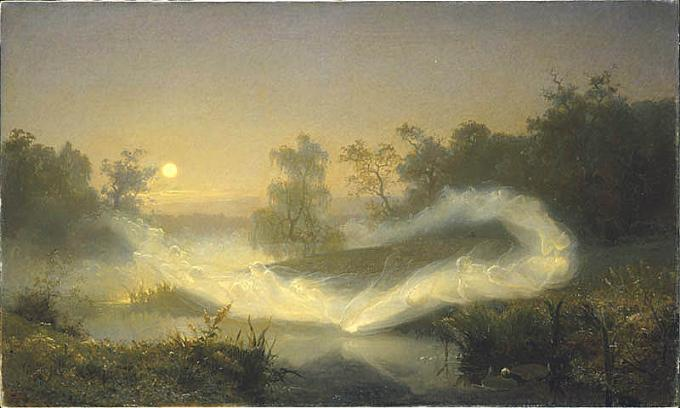
Älvalek, a Dança dos Elfos, (1866), pintado por August Malmström

Na mitologia nórdica, os Elfos luminosos, ou Ljósálfar em nórdico arcaico, vivem em Álfheim, que é reinado por Freyr (cujo nome significa senhor). Eles têm pele clara e brilhante.  Snorri Sturluson os descreve como sendo "mais belos ao olhar do que o próprio sol", na tradução de Arthur Gilchrist Brodeur. Snorri também enfatiza a grande diferença tanto em aparência quanto em natureza entre eles e os Svartálfar, sendo esses, contrapartes.
Há uma relação entre os elfos da luz e o sol, para os Nórdicos, visto que sol em nórdico arcaico é Alfrothul, literalmente: Raio Élfico; outra ligação seria a de que Freyr, é o deus do sol. São constantemente associados à Ninfas, embora sejam seres distintos e de mitologias distintas.
Existem algumas histórias e sagas, onde elfos e humanos tem filhos, criando uma geração de meio-elfos. Em alguns textos são constantemente associados aos Aesires pela frase: Aesir e Alfs.
| “ | Há um lugar lá [no céu] que é chamado de Lar dos Elfos (Álfheimr). As pessoas que vivem lá são chamadas de elfos da luz (Ljósálfar). Mas os elfos da escuridão (Dökkálfar) vivem sob a terra, e são diferentes em aparência – e ainda mais diferentes na realidade. Os Elfos da Luz são em aparência mais brilhantes do que o sol, e os Elfos da Escuridão são mais negros que betume. | ” |
|   | — (Snorri, Gylfaginning 17, Edda em Prosa). |   |